# Žalna
Žalna este o localitate din comuna Grosuplje, Slovenia, cu o populație de 323 de locuitori.